# Diego de Colmenares
Diego de Colmenares (Segovia, 26 luglio 1586 – Segovia, 29 gennaio 1651) è stato uno storico e biografo spagnolo autore della Historia de la insigne Ciudad de Segovia y compendio de las historias de Castilla (1637) e della Vida del maestro Fray Domingo Soto o la Historia de doña Berenguela, madre del Rey don Fernando III.

## Biografia
Nacque a Segovia, al numero 22 di calle de Escuderos, figlio del falegname Hernando de Colmenares e di Juana Bautista de Peñalosa. Venne battezzato nella parrocchia di San Esteban e studiò all'Università di Salamanca divenendo sacerdote. Fu parroco di Valdesimonte (attualmente integrato nel municipio segoviano di Cantalejo) fino al 1617, e quindi della chiesa di San Juan de los Caballeros. Espletando questo incarico morì nel 1651 e fu seppellito nella stessa chiesa.
Per scrivere la storia della città di Segovia (Historia de la insigne Ciudad de Segovia y compendio de las historias de Castilla) impiegò quattordici anni visto che l'opera venne pubblicata nel 1637. Come era d'abitudine all'epoca, inizia dal passato leggendario (dal diluvio universale) e si conclude il 7 novembre del 1621.